# Pendanthura waegelei
Pendanthura waegelei là một loài chân đều trong họ Anthuridae. Loài này được Müller miêu tả khoa học năm 1991.